# Nagyenyedi katolikus templom
Az Árpád-házi Szent Erzsébetnek szentelt nagyenyedi katolikus plébániatemplom Nagyenyed főterének (Piața Cuza Vodă) északkeleti részén helyezkedik el; mellette található a minoriták rendháza. 1745–1757 között építették, mai formáját 1896-ban nyerte el. A romániai műemlékek jegyzékében a rendházzal együtt az AB-II-a-A-00173 sorszámon szerepel.

## Története
Nagyenyeden már a tatárjárás előtt állt egy kis román stílusú templom, a jelenlegi evangélikus templom helyén, mely valószínűleg a település névadója is volt Szent Egyed védőszentje által. A reformációig két katolikus templom és két egyházközség működött a városban; ezután a templomokat a lutheránus és a református felekezetek vették át. A 18. században ismét tért nyertek a katolikusok; 1727-ben megtelepedtek az első minoriták, majd 1745–1757 között Bíró Gáspár házfőnök felügyelete alatt felépítették a katolikus nagytemplomot a piactér északkeleti sarkán, azonban pénzhiány miatt a torony nem készült el. 1757-ben szentelték fel Árpád-házi Szent Erzsébet tiszteletére.
1753-ban iskolát nyitottak a templom udvarán, majd 1812-ben megkezdték a minorita rendház építését. 1846-ban új iskolát építettek Viskóczi Henrik házfőnök vezetésével. 1849 elején, a nagyenyedi vérengzés alatt a templom, a rendház és az iskola jelentős károkat szenvedett, a berendezés elpusztult. 1853-ban Viskóczi felújíttatta és újra befedette az épületeket, Kolonics István pedig új orgonát épített. 1896-ban Kowrig Tivadar támogatásával elkészül a templomtorony. A vitrálokat olasz mesterek készítették 1920-ban.

## Leírása
Neoreneszánsz stílusú épület, nyugati oldalán toronnyal, az utcai homlokzatot hangsúlyos oszlopok tagolják három tengelyre. Két fülkében Szent István és Szent László magyar királyok szobrai láthatóak. Az oszlopok által tagolt hajó boltozatos mennyezetű. A fő oltárt 1735-ben készítették Billinger és Stegner mesterek, a mellékoltárokat a kolozsvári minorita templomból hozták 1928-ban, annak román átvétele után. Az oltárkép Szent Erzsébetet ábrázolja, két oldalról Hippói Szent Ágoston és Keresztelő János szobrai fogják közre.

## Képek

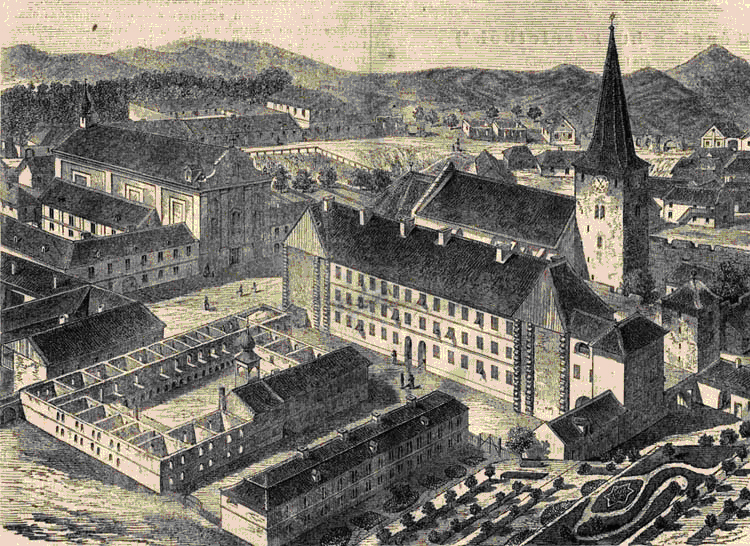
1858-ban (balra fenn), még torony nélkül
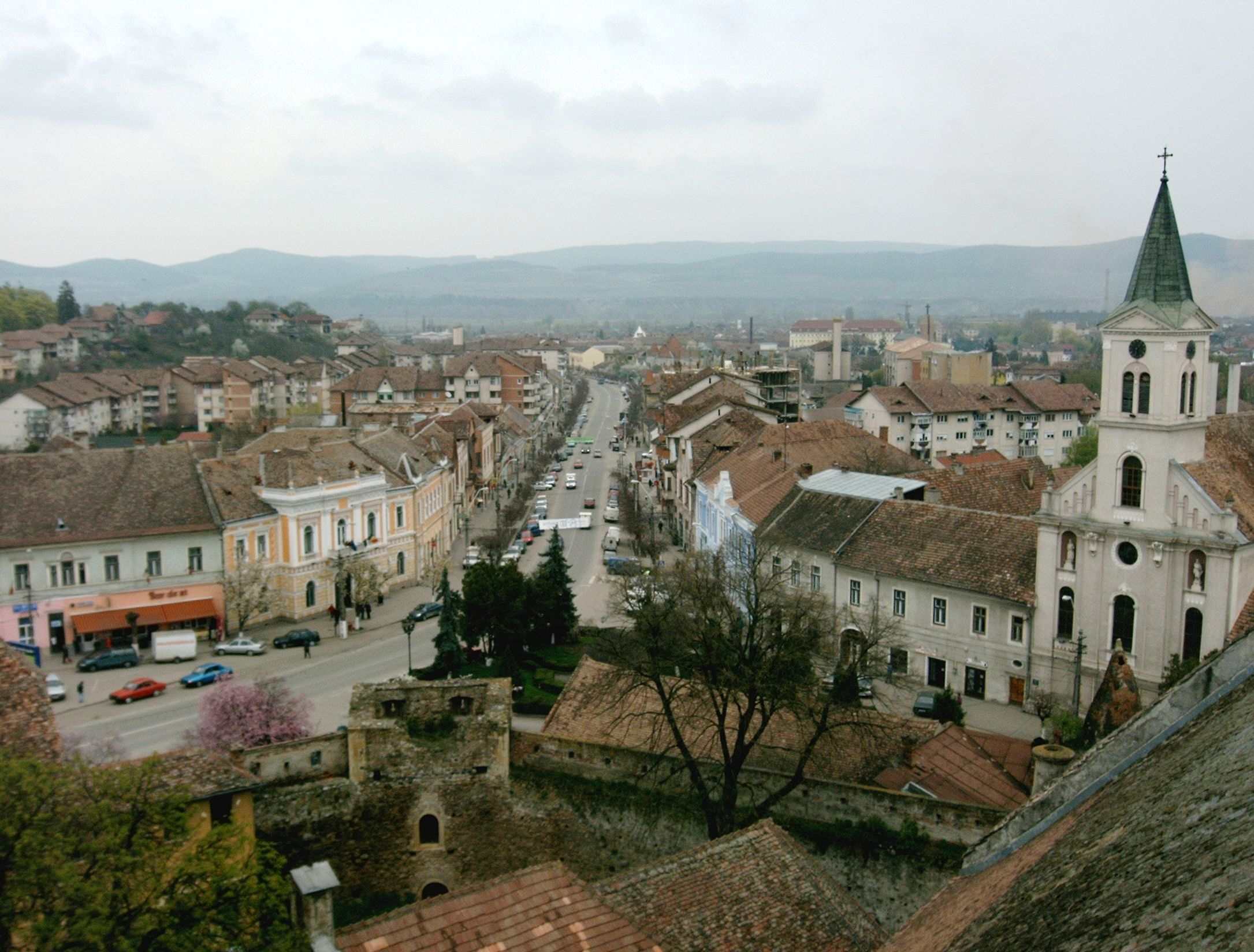
A templom, tőle balra a minorita rendház
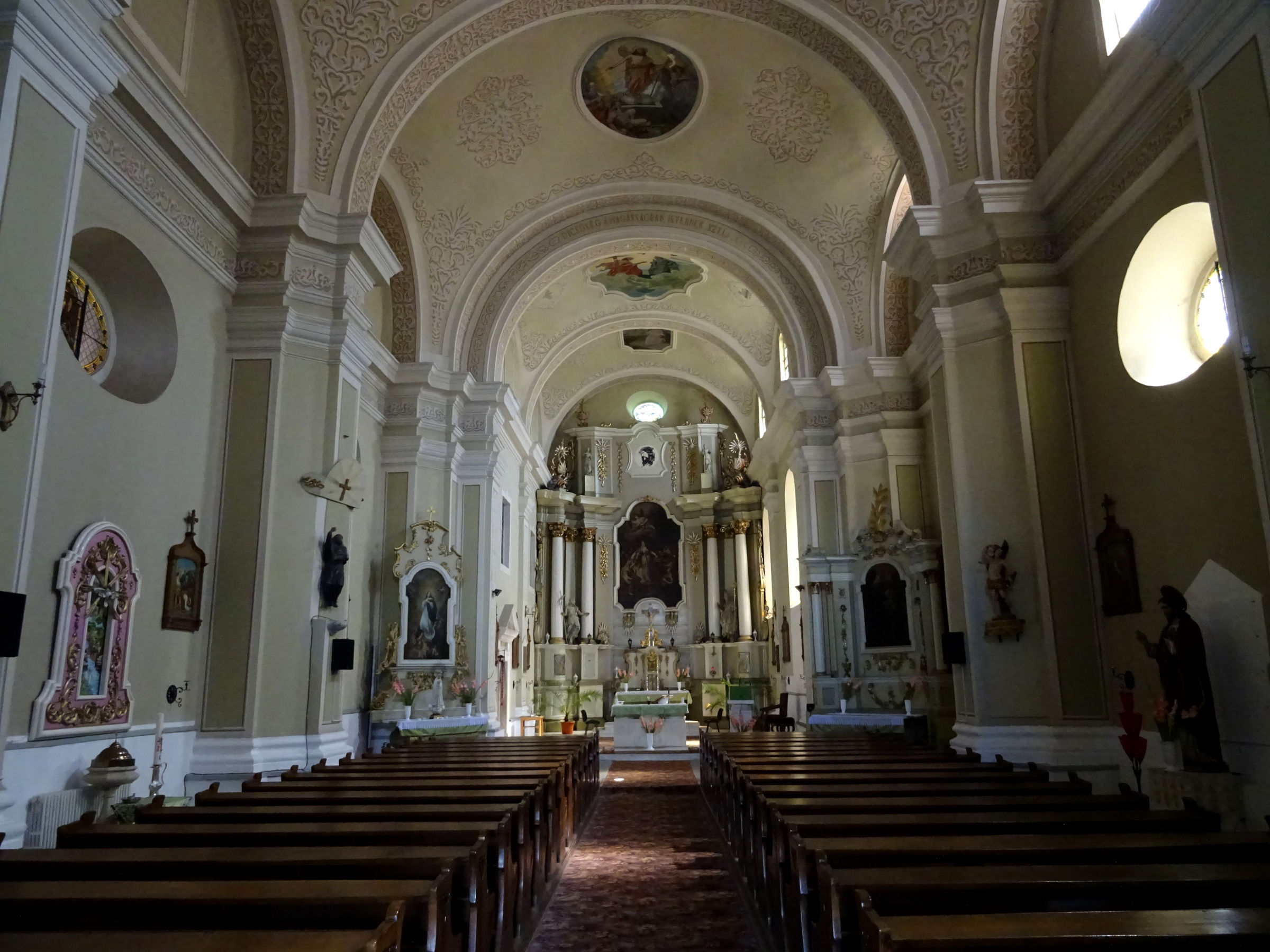
A templomhajó
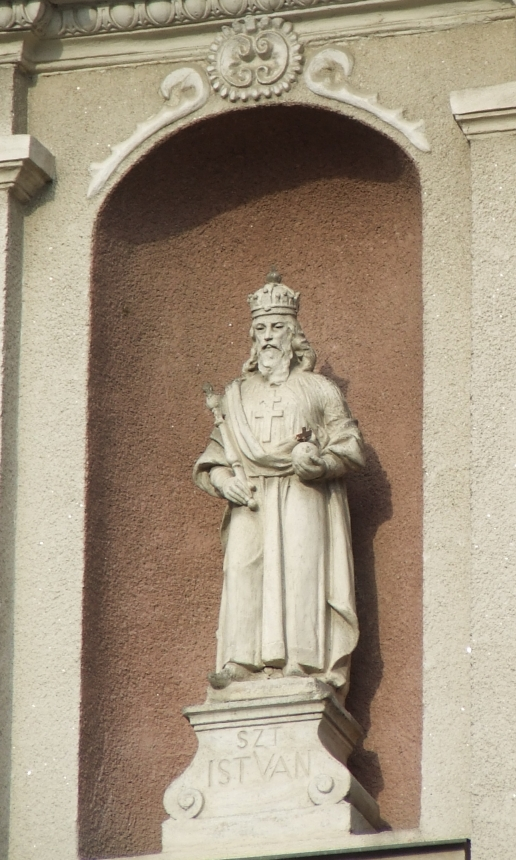
Szent István
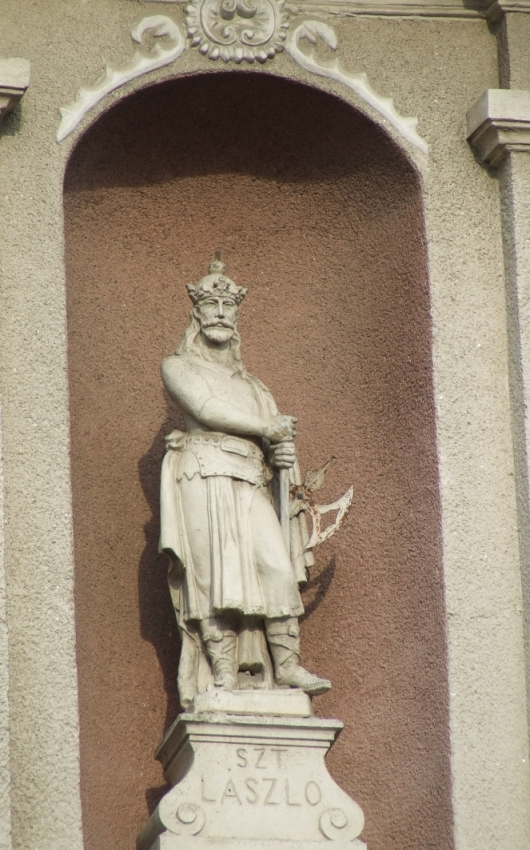
Szent László